# Adam Wild
Adam Wild es una historieta italiana de aventuras de la casa Sergio Bonelli Editore, creada por Gianfranco Manfredi.
La serie fue publicada en Italia desde octubre de 2014 a noviembre de 2016, por un total de 26 números.

## Argumento y personajes
Adam Wild es un explorador escocés de finales del siglo XIX, miembro de la Royal Geographical Society, rebelde e inconformista. Su elevado sentido de la justicia lo lleva a ponerse del lado de los indígenas de África contra los mercaderes de esclavos y los explotadores extranjeros. Su caracterización gráfica (realizada por el dibujante napolitano Alessandro Nespolino), está inspirada en los heroes cinematográficos del pasado interpretados por actores como Errol Flynn, Clark Gable, Douglas Fairbanks o Sean Connery.
Su novia es Amina, una princesa bantú que él mismo ha liberado de un barco negrero; es una gran líder, habilidosa cazadora y experta guerrera. Otro compañero de viaje es Narciso Molfetta, un conde italiano crecido en el Vaticano, que ha contratado a Adam como guía para seguir los pasos de David Livingstone en sus exploraciones africanas, desde Zanzíbar hasta el lago Tanganica.

## Autores

### Guionista y creador
Gianfranco Manfredi.

### Dibujantes
Matteo Bussola, Luca Casalanguida, Massimo Cipriani, Vladimir "Laci" Krstic, Antonio Lucchi, Marcello Mangiantini, Pedro Mauro, Alessandro Nespolino, Gabriele Parma, Darko Perovic, Paolo Raffaelli, Sinisa Radovic, Ibraim Roberson, Giorgio Sommacal, Damjan Stanich, Stevan Subic, Zoran Tucić.